# Rolandas Gimbutis
Rolandas Gimbutis (Vilna, URSS, 11 de febrero de 1981) es un deportista lituano que compitió en natación. Ganó una medalla de bronce en el Campeonato Europeo de Natación en Piscina Corta de 2002, en la prueba de 50 m libre.

## Palmarés internacional
| Campeonato Mundial en Piscina Corta | Campeonato Mundial en Piscina Corta | Campeonato Mundial en Piscina Corta | Campeonato Mundial en Piscina Corta |
| Año                                 | Lugar                               | Medalla                             | Prueba                              |
| ----------------------------------- | ----------------------------------- | ----------------------------------- | ----------------------------------- |
| 2002                                | Riesa (Alemania)                    | Medalla de bronce                   | 50 m libre                          |